# Reseda viridis
Reseda viridis är en resedaväxtart som beskrevs av Isaac Bayley Balfour. Reseda viridis ingår i släktet resedor, och familjen resedaväxter. Inga underarter finns listade i Catalogue of Life.